# Ofu (Vavaʻu)
Ofu (auch: Ofe) ist eine bewohnte Insel in der tonganischen Inselgruppe Vavaʻu. Im Jahr 2021 hatte die Insel 126 Bewohner.

## Geographie
Ofu liegt südlich der Hauptinsel Vavaʻu als Fortsetzung der Inseln ʻOloʻua und Mafana. Im Osten schließt sich ein weiter Riffsaum mit den Inseln Kenutu, Lolo und Umuna an.
Der gleichnamige Ort liegt auf der Westseite der grob sichelförmigen Insel.

## Klima
Das Klima ist tropisch heiß, wird jedoch von ständig wehenden Winden gemäßigt. Ebenso wie die anderen Inseln der Vavaʻu-Gruppe wird Ofu gelegentlich von Zyklonen heimgesucht.